# Rhynchobapta bilineata
Rhynchobapta bilineata là một loài bướm đêm trong họ Geometridae.